# 金曜+1
金曜＋1。（きんようプラスワン）は、BSフジで2017年10月6日より、金曜日23:00 - 23:55に放送されている月替わりシリーズの単発特別番組枠。

## 放送日程
2017年
- 10月、四神将棋
- 11月、業界用語大辞典
- 12月

2018年
- 1月
- 2月2日 - 3月2日、RAMEN-DO The Soul of Japan[1]
- 3月、時空博物館[2]
- 4月
- 5月4日 - 5月18日、TOKYO RUN[3]
- 6月8日-6月22日、次課・長州の力旅
- 7月、超難解！？明日話したくなる神授業[4]
- 8月
- 9月7日、e-Sports　JAM[5]

## 関連番組
- ツキギメ!（関西テレビ）
- ガッチャンコバラエティ（北海道放送）
- 超月曜CBC→チャンネル5.5（CBCテレビ）